# Euophrys kororensis
Euophrys kororensis är en spindelart som beskrevs av Berry, Beatty, Prószynski 1996. Euophrys kororensis ingår i släktet Euophrys och familjen hoppspindlar. Inga underarter finns listade i Catalogue of Life.